# 대덕구의회
대덕구의회는 대전광역시 대덕구 지역을 관할하는 기초의회이다.